# Ron Mix
Ronald Jack Mix (Los Angeles, 10 marzo 1938) è un ex giocatore di football americano statunitense che gioca nel ruolo di offensive tackle per i Los Angeles/San Diego Chargers della American Football League (AFL) e gli Oakland Raiders della National Football League (NFL). Al college ha giocato a football alla University of Southern California. È stato inserito nella Pro Football Hall of Fame nel 1979.

## Carriera professionistica
Mix fu scelto dai Baltimore Colts come nono assoluto nel Draft NFL 1960 ma preferì firmare coi Los Angeles Chargers della AFL, che lo avevano scelto anch'essi nel primo giro del Draft AFL 1960.
Fu un fattore nell'iniziale dominio dei Chargers della Western Division della AFL e a San Diego contribuì alla vittoria del campionato AFL del 1963, battendo in finale i Boston Patriots per 51-10.
Fu convocato per l'All-Star Game della AFL in tutti i suoi nove anni coi Chargers, venne inserito nella formazione ideale di tutti i tempi della AFL e fu uno dei 20 giocatori ad aver preso parte a tutte le dieci stagioni della storia della AFL. Fu il primo giocatore dei Chargers a vedere il suo numero ritirato nel 1969 quando a causa degli infortuni annunciò il proprio ritiro. Dopo essersi laureato in legge alla University of San Diego nel 1970 disse ai Chargers di voler tornare in campo, ma questi lo avevano nel frattempo sostituito con Gene Ferguson. Mix chiese di essere scambiato coi New York Jets, ma San Diego lo scambiò con gli Oakland Raiders per due alte scelte dei draft 1970 e 1971. L'allora proprietario dei Chargers, Gene Klein, che odiava Raiders, tolse il numero di Mix da quelli ritirati.
Mix fu il secondo giocatore della storia della AFL a venire indotto nella Pro Football Hall of Fame. Lance Alworth era stato il primo nel 1978.

## Palmarès
- Campione AFL (1963)
- (9) AFL All-Star (1960, 1961, 1962, 1963, 1964, 1965, 1966, 1967, 1968)
- Formazione ideale del 40º anniversario dei Chargers
- Formazione ideale del 50º anniversario dei Chargers
- Formazione ideale di tutti i tempi della AFL
- Pro Football Hall of Fame (classe del 1979)